# Matteo Politano
Matteo Politano (pronunție în italiană [matˈtɛːo poliˈtaːno] ; n. 3 august 1993, Roma, Italia) este un fotbalist profesionist italian care joacă pe postul de extremă (atât pe flancurile stângi, cât și pe cele drepte) sau ca atacant secund pentru echipa din Serie A SSC Napoli și este internațional cu echipa națională a Italiei.

## Carieră

### Roma
De origine calabreză din Fiumefreddo Bruzio,   Politano provine din categoriile inferioare ale lui AS Roma, cu care a câștigat în 2010 liga „Allievi” U17,  precum și Campionato Nazionale Primavera 2011 și Coppa Italia Primavera 2012 . A fost al șaselea cel mai mare marcator al echipei de tineret a Romei în sezonul 2011-12 (7 goluri), în spatele lui Junior Tallo, Nicolás López, Gianluca Leonardi, Federico Viviani și Giammario Piscitella. În iulie 2012, Politano a fost împrumutat la Perugia.  Și-a făcut debutul profesionist în Coppa Italia. Politano a fost atacantul titular în Lega Pro Prima Divisione 2012–13, cu 3 goluri în primele 5 meciuri de ligă în septembrie.

### Pescara
La 30 iunie 2013, Pescara l-a transferat pe Politano (500.000 EUR) și Piscitella (1,5 milioane EUR) ca parte a acordului pe care Caprari l-a returnat Romei (2 milioane EUR);     cu toate acestea, Caprari s-a întors din nou la Pescara (1,5 milioane EUR) pentru Piscitella (1,5 milioane EUR) în ianuarie 2014.
Pe 27 iunie 2015, Roma l-a răscumpărat pe Politano pentru 601.000 de euro, iar Caprari s-a mutat definitiv la Pescara pentru 125.000 de euro.  

### Sassuolo
Pe 2 iulie 2015, clubul din Serie A Sassuolo l-a semnat pe Politano într-un contract temporar cu opțiune de cumpărare.  În iunie 2016, Sassuolo și-a exercitat opțiunea de cumpărare pentru Politano.

### Inter Milano
La 30 iunie 2018, Politano a semnat cu Inter Milano pe un contract de împrumut pe un sezon de la Sassuolo, cu opțiune de cumpărare în iunie 2019. 
Și-a făcut debutul oficial cu gruparea Nerazzurri pe 19 august, în primul meci din Serie A 2018–19 împotriva clubului de unde a sosit împrumutat, Sassuolo, care s-a încheiat cu o înfrângere cu 1-0 în deplasare.  Pe 15 septembrie, Politano a jucat cel de-al 100-lea lui meci în Serie A într-o înfrângere șoc cu Parma cu 1-0 acasă.  Două săptămâni mai târziu, și-a făcut debutul în UEFA Champions League într-o victorie cu 2-1 în revenire împotriva lui Tottenham Hotspur pe San Siro în primul meci din faza grupelor. 
Pe 29 septembrie, și-a deschis contul de goluri pentru Inter în meciul de campionat împotriva lui Cagliari, înregistrând al doilea cu o lovitură de la distanță lungă într-o victorie de 2-0 pe teren propriu.  Pe parcursul sezonului 2018–19, Politano a fost cel mai folosit jucător de teren, având 48 de apariții în toate competițiile; doar portarul Samir Handanović a jucat mai mult decât el. Drept urmare, pe 19 iunie 2019, Inter și-a exercitat opțiunea de cumpărare de la Sassuolo. 
Cu toate acestea, odată cu numirea antrenorului principal Antonio Conte și schimbarea ulterioară a formației de la 4–3–3 la 3–5–2, Politano și-a pierdut curând locul în formația obișnuită a echipei.  În ianuarie 2020, Politano a trecut examenul medical cu Roma și urma să fie schimbat cu Leonardo Spinazzola, dar transferul s-a prăbușit, deoarece Inter nu a fost pe deplin mulțumit de condițiile fizice ale lui Spinazzola și a eșuat la renegocierea înțelegerii. 

### Napoli
Pe 28 ianuarie 2020, Politano a fost transferat la Napoli pe un împrumut de doi ani, cu obligație de cumpărare.  Pe 29 octombrie 2020, a marcat singurul gol într-o victorie cu 1-0 în deplasare împotriva lui Real Sociedad în UEFA Europa League 2020-21. 

## Cariera internațională
Politano a primit prima sa convocare cu naționala Italiei U19 împotriva echipei „C” a Italiei U20 în decembrie 2011. Apoi a jucat de două ori în timpul campaniei de calificare de elită a echipei pentru Campionatul European de fotbal Under-19 UEFA din 2012 (prezentând ca înlocuitor al lui Elio De Silvestro)  și a apărut în două amicale înainte de runda de elită a competiției.
Pe 5 noiembrie 2016, Politano a fost convocat la echipa de seniori pentru prima dată pentru meciul de calificare la Cupa Mondială din 2018 împotriva Liechtensteinului și un meci amical împotriva Germaniei de către managerul Gian Piero Ventura.  Mai târziu și-a făcut debutul internațional la seniori pentru echipa națională pe 28 mai 2018, cu Roberto Mancini selecționer, titular cu Italia într-o victorie amicală cu 2-1 în fața Arabiei Saudite.  Pe 20 noiembrie 2018, a marcat primul său gol pentru Italia la cea de-a doua selecție în minutul 94 al unui meci amical câștigat cu 1-0 împotriva Statelor Unite, desfășurat la Genk. 

## Palmares
Napoli
- Cupa Italiei: 2019–20 [27]